# N424 (België)
De N424 is een gewestweg in België in de plaats Gent tussen het treinstation Gent-Dampoort en de R4. 
De weg heeft een lengte van ongeveer 4 kilometer en heeft voor ongeveer de helft van de route twee rijstroken voor beide rijrichtingen samen. De andere helft van de route (Vliegtuiglaan) bestaat uit 2x2 rijstroken.